# シティ・オブ・キャンベラ
シティ・オブ・キャンベラ（The City of Canberra）は、カンタス航空が1989年に受領したボーイング747-438 。アメリカ合衆国のボーイング・エバレット工場からカンタスへ納入される際、経由地のロンドン・ヒースロー空港からシドニーまでのフライトが行われており、直行便の商業飛行として世界最長記録を樹立している。

## 航空機
機体記号VH-OJAで登録された本機は、カンタスが受領したボーイング747-438の初号機であり、オーストラリアの首都にちなんで「シティ・オブ・キャンベラ」と名付けられた。追加の燃料タンクの設置等の大規模な改造は施されなかったが、軽量化のためにギャレーや貨物室から一部の装備を取り除かれた。

## 世界最長の商業運航便
本機は20時間9分をかけて、ロンドン・ヒースロー空港からシドニーまでの9,720 海里 (18,001 km)を飛行した。 この時間は1961年にイギリス空軍のアブロ バルカンによるスキャプトン空軍基地-リッチモンド空軍基地間の飛行で打ち立てられた、英豪間飛行（カンガルールート）の最短記録よりも6分長かった。なお、アブロ バルカンは軍用機であり、飛行中に空中給油を複数回していた。従って、本機の記録は民間による無給油での飛行としてのものである。

## その後

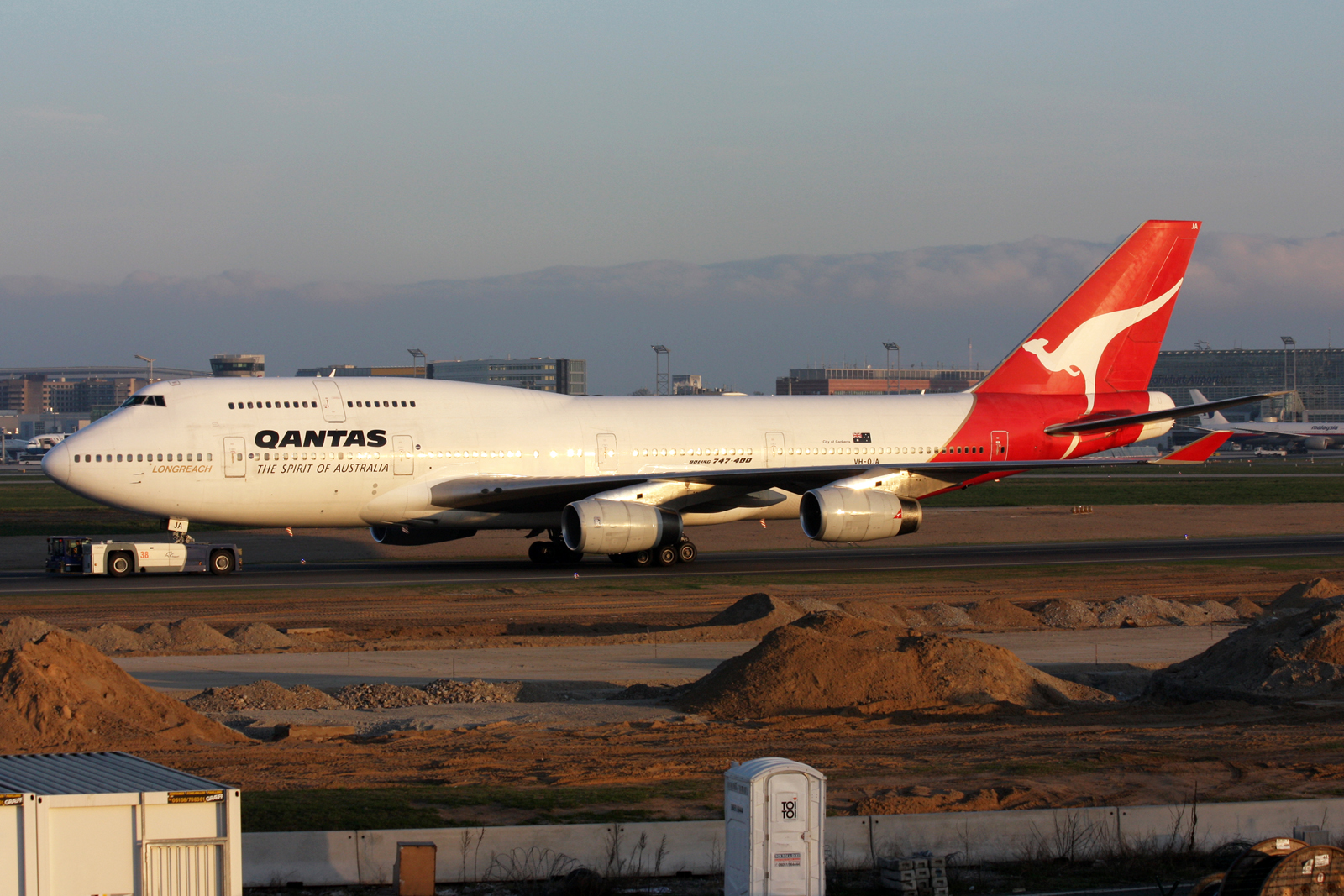
フランクフルト空港での本機（2011年）

本機はそれ以降もカンタスの保有機として活躍を続けたが、カンタスが747シリーズの退役を勧めていく中で、2015年1月に引退した 。本機の最後の商業飛行はヨハネスブルグ-シドニー間のフライトであった。 その後本機はの航空機復元協会（HARS）に寄贈するため2015年3月8日にシドニー空港からイラワラ・リージョナル空港までの「世界最短のラストフライト」を行い、短期間の廃止措置の後、展示されている。

## 同名の機材

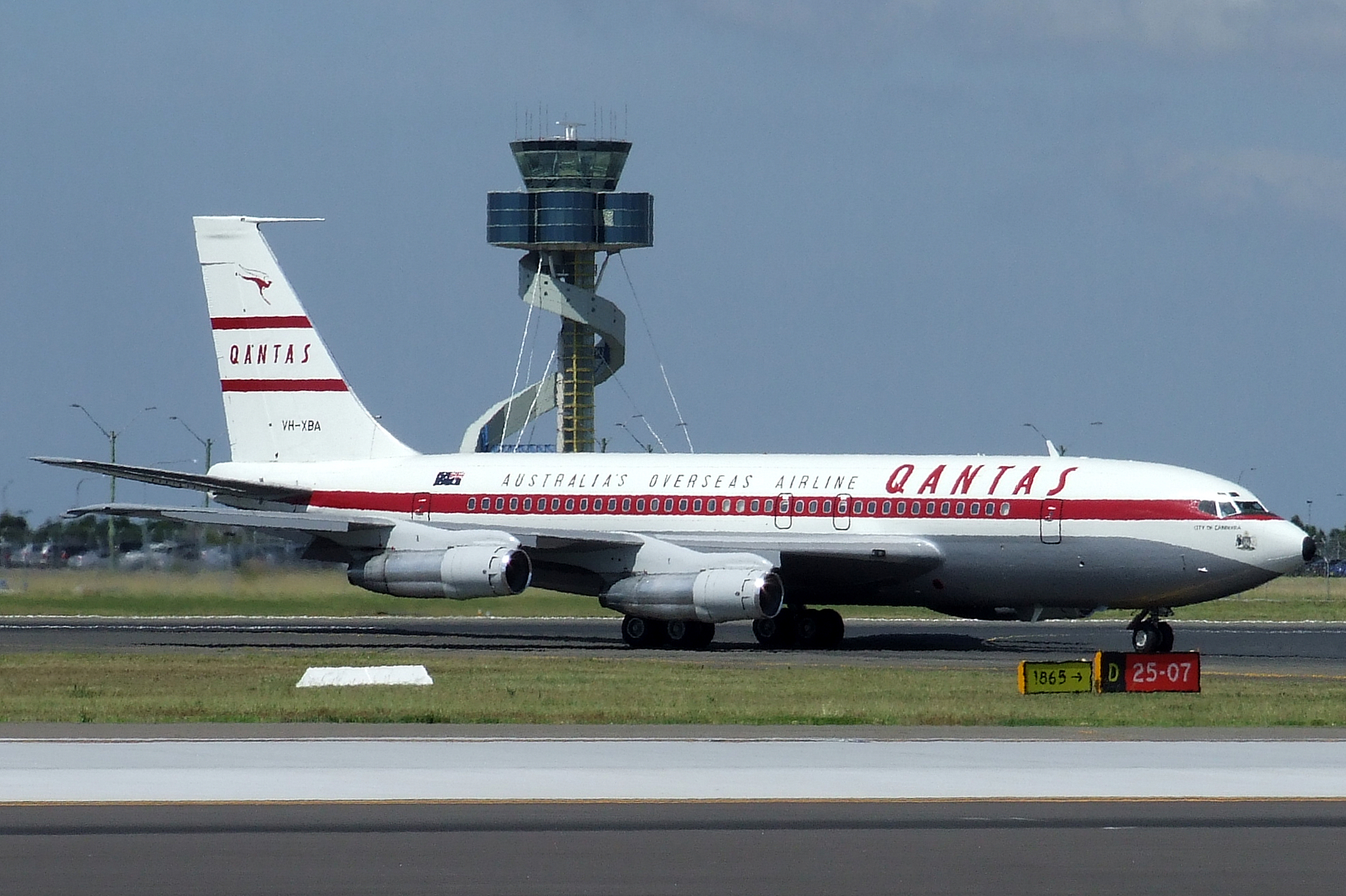
カンタス航空に納入されたボーイング707初号機

本機の他にも「シティ・オブ・キャンベラ」の名は以下のカンタス機に冠されている。
- 1959年7月に受領した最初のボーイング707-138
- 1971年8月に受領した最初のボーイング747-238
- 1984年11月に受領した最初のボーイング747-338

## 注記
1. ↑  The aircraft is a Boeing 747-400 model; Boeing assigns a unique code for each company that buys one of its aircraft, which is applied as an infix to the model number at the time the aircraft is built. Boeing's code for Qantas is 38, hence "747-438".